# 玉水村
玉水村（たまみずむら）は、熊本県の北部、玉名郡にかつてあった村。

## 歴史
- 1889年4月1日 - 部田見村、立花村、竹崎村、野部田村、尾田村が合併し玉水村が成立。
- 1954年4月1日 - 小天村と合併し天水村となる。

## 学校
- 玉水村立玉水小学校